# Немцов, Андрей Васильевич
Андрей Васильевич Немцов (3 июля 1894 — 3 ноября 1956, Москва) — советский шахматный композитор; мастер спорта СССР по шахматной композиции (1955).

## Биография
Инженер-металлург. С 1923 опубликовал около 400 трёх- и многоходовых задач с правильными матами, преимущественно с ограниченным числом фигур. Лучшие результаты в чемпионатах СССР: 3-й чемпионат (1952) — 1-е место по разделу многоходовок, 2-й (1948) — 4-е — по разделу трёхходовок.

## Задачи
|   | a | b | c | d | e | f | g | h |   |
| - | --- | --- | --- | --- | --- | --- | --- | --- | - |
| 8 | b7 чёрная пешка · g7 чёрная пешка · b6 белая пешка · g6 белая пешка · d5 белый конь · f5 белая пешка · a4 чёрная пешка · c4 чёрный король · e4 чёрная пешка · a3 чёрная пешка · e3 белый слон · g3 чёрная пешка · h3 белый ферзь · a2 белая пешка · b2 чёрная пешка · g2 белая пешка · b1 белый король | b7 чёрная пешка · g7 чёрная пешка · b6 белая пешка · g6 белая пешка · d5 белый конь · f5 белая пешка · a4 чёрная пешка · c4 чёрный король · e4 чёрная пешка · a3 чёрная пешка · e3 белый слон · g3 чёрная пешка · h3 белый ферзь · a2 белая пешка · b2 чёрная пешка · g2 белая пешка · b1 белый король | b7 чёрная пешка · g7 чёрная пешка · b6 белая пешка · g6 белая пешка · d5 белый конь · f5 белая пешка · a4 чёрная пешка · c4 чёрный король · e4 чёрная пешка · a3 чёрная пешка · e3 белый слон · g3 чёрная пешка · h3 белый ферзь · a2 белая пешка · b2 чёрная пешка · g2 белая пешка · b1 белый король | b7 чёрная пешка · g7 чёрная пешка · b6 белая пешка · g6 белая пешка · d5 белый конь · f5 белая пешка · a4 чёрная пешка · c4 чёрный король · e4 чёрная пешка · a3 чёрная пешка · e3 белый слон · g3 чёрная пешка · h3 белый ферзь · a2 белая пешка · b2 чёрная пешка · g2 белая пешка · b1 белый король | b7 чёрная пешка · g7 чёрная пешка · b6 белая пешка · g6 белая пешка · d5 белый конь · f5 белая пешка · a4 чёрная пешка · c4 чёрный король · e4 чёрная пешка · a3 чёрная пешка · e3 белый слон · g3 чёрная пешка · h3 белый ферзь · a2 белая пешка · b2 чёрная пешка · g2 белая пешка · b1 белый король | b7 чёрная пешка · g7 чёрная пешка · b6 белая пешка · g6 белая пешка · d5 белый конь · f5 белая пешка · a4 чёрная пешка · c4 чёрный король · e4 чёрная пешка · a3 чёрная пешка · e3 белый слон · g3 чёрная пешка · h3 белый ферзь · a2 белая пешка · b2 чёрная пешка · g2 белая пешка · b1 белый король | b7 чёрная пешка · g7 чёрная пешка · b6 белая пешка · g6 белая пешка · d5 белый конь · f5 белая пешка · a4 чёрная пешка · c4 чёрный король · e4 чёрная пешка · a3 чёрная пешка · e3 белый слон · g3 чёрная пешка · h3 белый ферзь · a2 белая пешка · b2 чёрная пешка · g2 белая пешка · b1 белый король | b7 чёрная пешка · g7 чёрная пешка · b6 белая пешка · g6 белая пешка · d5 белый конь · f5 белая пешка · a4 чёрная пешка · c4 чёрный король · e4 чёрная пешка · a3 чёрная пешка · e3 белый слон · g3 чёрная пешка · h3 белый ферзь · a2 белая пешка · b2 чёрная пешка · g2 белая пешка · b1 белый король | 8 |
| 7 | b7 чёрная пешка · g7 чёрная пешка · b6 белая пешка · g6 белая пешка · d5 белый конь · f5 белая пешка · a4 чёрная пешка · c4 чёрный король · e4 чёрная пешка · a3 чёрная пешка · e3 белый слон · g3 чёрная пешка · h3 белый ферзь · a2 белая пешка · b2 чёрная пешка · g2 белая пешка · b1 белый король | b7 чёрная пешка · g7 чёрная пешка · b6 белая пешка · g6 белая пешка · d5 белый конь · f5 белая пешка · a4 чёрная пешка · c4 чёрный король · e4 чёрная пешка · a3 чёрная пешка · e3 белый слон · g3 чёрная пешка · h3 белый ферзь · a2 белая пешка · b2 чёрная пешка · g2 белая пешка · b1 белый король | b7 чёрная пешка · g7 чёрная пешка · b6 белая пешка · g6 белая пешка · d5 белый конь · f5 белая пешка · a4 чёрная пешка · c4 чёрный король · e4 чёрная пешка · a3 чёрная пешка · e3 белый слон · g3 чёрная пешка · h3 белый ферзь · a2 белая пешка · b2 чёрная пешка · g2 белая пешка · b1 белый король | b7 чёрная пешка · g7 чёрная пешка · b6 белая пешка · g6 белая пешка · d5 белый конь · f5 белая пешка · a4 чёрная пешка · c4 чёрный король · e4 чёрная пешка · a3 чёрная пешка · e3 белый слон · g3 чёрная пешка · h3 белый ферзь · a2 белая пешка · b2 чёрная пешка · g2 белая пешка · b1 белый король | b7 чёрная пешка · g7 чёрная пешка · b6 белая пешка · g6 белая пешка · d5 белый конь · f5 белая пешка · a4 чёрная пешка · c4 чёрный король · e4 чёрная пешка · a3 чёрная пешка · e3 белый слон · g3 чёрная пешка · h3 белый ферзь · a2 белая пешка · b2 чёрная пешка · g2 белая пешка · b1 белый король | b7 чёрная пешка · g7 чёрная пешка · b6 белая пешка · g6 белая пешка · d5 белый конь · f5 белая пешка · a4 чёрная пешка · c4 чёрный король · e4 чёрная пешка · a3 чёрная пешка · e3 белый слон · g3 чёрная пешка · h3 белый ферзь · a2 белая пешка · b2 чёрная пешка · g2 белая пешка · b1 белый король | b7 чёрная пешка · g7 чёрная пешка · b6 белая пешка · g6 белая пешка · d5 белый конь · f5 белая пешка · a4 чёрная пешка · c4 чёрный король · e4 чёрная пешка · a3 чёрная пешка · e3 белый слон · g3 чёрная пешка · h3 белый ферзь · a2 белая пешка · b2 чёрная пешка · g2 белая пешка · b1 белый король | b7 чёрная пешка · g7 чёрная пешка · b6 белая пешка · g6 белая пешка · d5 белый конь · f5 белая пешка · a4 чёрная пешка · c4 чёрный король · e4 чёрная пешка · a3 чёрная пешка · e3 белый слон · g3 чёрная пешка · h3 белый ферзь · a2 белая пешка · b2 чёрная пешка · g2 белая пешка · b1 белый король | 7 |
| 6 | b7 чёрная пешка · g7 чёрная пешка · b6 белая пешка · g6 белая пешка · d5 белый конь · f5 белая пешка · a4 чёрная пешка · c4 чёрный король · e4 чёрная пешка · a3 чёрная пешка · e3 белый слон · g3 чёрная пешка · h3 белый ферзь · a2 белая пешка · b2 чёрная пешка · g2 белая пешка · b1 белый король | b7 чёрная пешка · g7 чёрная пешка · b6 белая пешка · g6 белая пешка · d5 белый конь · f5 белая пешка · a4 чёрная пешка · c4 чёрный король · e4 чёрная пешка · a3 чёрная пешка · e3 белый слон · g3 чёрная пешка · h3 белый ферзь · a2 белая пешка · b2 чёрная пешка · g2 белая пешка · b1 белый король | b7 чёрная пешка · g7 чёрная пешка · b6 белая пешка · g6 белая пешка · d5 белый конь · f5 белая пешка · a4 чёрная пешка · c4 чёрный король · e4 чёрная пешка · a3 чёрная пешка · e3 белый слон · g3 чёрная пешка · h3 белый ферзь · a2 белая пешка · b2 чёрная пешка · g2 белая пешка · b1 белый король | b7 чёрная пешка · g7 чёрная пешка · b6 белая пешка · g6 белая пешка · d5 белый конь · f5 белая пешка · a4 чёрная пешка · c4 чёрный король · e4 чёрная пешка · a3 чёрная пешка · e3 белый слон · g3 чёрная пешка · h3 белый ферзь · a2 белая пешка · b2 чёрная пешка · g2 белая пешка · b1 белый король | b7 чёрная пешка · g7 чёрная пешка · b6 белая пешка · g6 белая пешка · d5 белый конь · f5 белая пешка · a4 чёрная пешка · c4 чёрный король · e4 чёрная пешка · a3 чёрная пешка · e3 белый слон · g3 чёрная пешка · h3 белый ферзь · a2 белая пешка · b2 чёрная пешка · g2 белая пешка · b1 белый король | b7 чёрная пешка · g7 чёрная пешка · b6 белая пешка · g6 белая пешка · d5 белый конь · f5 белая пешка · a4 чёрная пешка · c4 чёрный король · e4 чёрная пешка · a3 чёрная пешка · e3 белый слон · g3 чёрная пешка · h3 белый ферзь · a2 белая пешка · b2 чёрная пешка · g2 белая пешка · b1 белый король | b7 чёрная пешка · g7 чёрная пешка · b6 белая пешка · g6 белая пешка · d5 белый конь · f5 белая пешка · a4 чёрная пешка · c4 чёрный король · e4 чёрная пешка · a3 чёрная пешка · e3 белый слон · g3 чёрная пешка · h3 белый ферзь · a2 белая пешка · b2 чёрная пешка · g2 белая пешка · b1 белый король | b7 чёрная пешка · g7 чёрная пешка · b6 белая пешка · g6 белая пешка · d5 белый конь · f5 белая пешка · a4 чёрная пешка · c4 чёрный король · e4 чёрная пешка · a3 чёрная пешка · e3 белый слон · g3 чёрная пешка · h3 белый ферзь · a2 белая пешка · b2 чёрная пешка · g2 белая пешка · b1 белый король | 6 |
| 5 | b7 чёрная пешка · g7 чёрная пешка · b6 белая пешка · g6 белая пешка · d5 белый конь · f5 белая пешка · a4 чёрная пешка · c4 чёрный король · e4 чёрная пешка · a3 чёрная пешка · e3 белый слон · g3 чёрная пешка · h3 белый ферзь · a2 белая пешка · b2 чёрная пешка · g2 белая пешка · b1 белый король | b7 чёрная пешка · g7 чёрная пешка · b6 белая пешка · g6 белая пешка · d5 белый конь · f5 белая пешка · a4 чёрная пешка · c4 чёрный король · e4 чёрная пешка · a3 чёрная пешка · e3 белый слон · g3 чёрная пешка · h3 белый ферзь · a2 белая пешка · b2 чёрная пешка · g2 белая пешка · b1 белый король | b7 чёрная пешка · g7 чёрная пешка · b6 белая пешка · g6 белая пешка · d5 белый конь · f5 белая пешка · a4 чёрная пешка · c4 чёрный король · e4 чёрная пешка · a3 чёрная пешка · e3 белый слон · g3 чёрная пешка · h3 белый ферзь · a2 белая пешка · b2 чёрная пешка · g2 белая пешка · b1 белый король | b7 чёрная пешка · g7 чёрная пешка · b6 белая пешка · g6 белая пешка · d5 белый конь · f5 белая пешка · a4 чёрная пешка · c4 чёрный король · e4 чёрная пешка · a3 чёрная пешка · e3 белый слон · g3 чёрная пешка · h3 белый ферзь · a2 белая пешка · b2 чёрная пешка · g2 белая пешка · b1 белый король | b7 чёрная пешка · g7 чёрная пешка · b6 белая пешка · g6 белая пешка · d5 белый конь · f5 белая пешка · a4 чёрная пешка · c4 чёрный король · e4 чёрная пешка · a3 чёрная пешка · e3 белый слон · g3 чёрная пешка · h3 белый ферзь · a2 белая пешка · b2 чёрная пешка · g2 белая пешка · b1 белый король | b7 чёрная пешка · g7 чёрная пешка · b6 белая пешка · g6 белая пешка · d5 белый конь · f5 белая пешка · a4 чёрная пешка · c4 чёрный король · e4 чёрная пешка · a3 чёрная пешка · e3 белый слон · g3 чёрная пешка · h3 белый ферзь · a2 белая пешка · b2 чёрная пешка · g2 белая пешка · b1 белый король | b7 чёрная пешка · g7 чёрная пешка · b6 белая пешка · g6 белая пешка · d5 белый конь · f5 белая пешка · a4 чёрная пешка · c4 чёрный король · e4 чёрная пешка · a3 чёрная пешка · e3 белый слон · g3 чёрная пешка · h3 белый ферзь · a2 белая пешка · b2 чёрная пешка · g2 белая пешка · b1 белый король | b7 чёрная пешка · g7 чёрная пешка · b6 белая пешка · g6 белая пешка · d5 белый конь · f5 белая пешка · a4 чёрная пешка · c4 чёрный король · e4 чёрная пешка · a3 чёрная пешка · e3 белый слон · g3 чёрная пешка · h3 белый ферзь · a2 белая пешка · b2 чёрная пешка · g2 белая пешка · b1 белый король | 5 |
| 4 | b7 чёрная пешка · g7 чёрная пешка · b6 белая пешка · g6 белая пешка · d5 белый конь · f5 белая пешка · a4 чёрная пешка · c4 чёрный король · e4 чёрная пешка · a3 чёрная пешка · e3 белый слон · g3 чёрная пешка · h3 белый ферзь · a2 белая пешка · b2 чёрная пешка · g2 белая пешка · b1 белый король | b7 чёрная пешка · g7 чёрная пешка · b6 белая пешка · g6 белая пешка · d5 белый конь · f5 белая пешка · a4 чёрная пешка · c4 чёрный король · e4 чёрная пешка · a3 чёрная пешка · e3 белый слон · g3 чёрная пешка · h3 белый ферзь · a2 белая пешка · b2 чёрная пешка · g2 белая пешка · b1 белый король | b7 чёрная пешка · g7 чёрная пешка · b6 белая пешка · g6 белая пешка · d5 белый конь · f5 белая пешка · a4 чёрная пешка · c4 чёрный король · e4 чёрная пешка · a3 чёрная пешка · e3 белый слон · g3 чёрная пешка · h3 белый ферзь · a2 белая пешка · b2 чёрная пешка · g2 белая пешка · b1 белый король | b7 чёрная пешка · g7 чёрная пешка · b6 белая пешка · g6 белая пешка · d5 белый конь · f5 белая пешка · a4 чёрная пешка · c4 чёрный король · e4 чёрная пешка · a3 чёрная пешка · e3 белый слон · g3 чёрная пешка · h3 белый ферзь · a2 белая пешка · b2 чёрная пешка · g2 белая пешка · b1 белый король | b7 чёрная пешка · g7 чёрная пешка · b6 белая пешка · g6 белая пешка · d5 белый конь · f5 белая пешка · a4 чёрная пешка · c4 чёрный король · e4 чёрная пешка · a3 чёрная пешка · e3 белый слон · g3 чёрная пешка · h3 белый ферзь · a2 белая пешка · b2 чёрная пешка · g2 белая пешка · b1 белый король | b7 чёрная пешка · g7 чёрная пешка · b6 белая пешка · g6 белая пешка · d5 белый конь · f5 белая пешка · a4 чёрная пешка · c4 чёрный король · e4 чёрная пешка · a3 чёрная пешка · e3 белый слон · g3 чёрная пешка · h3 белый ферзь · a2 белая пешка · b2 чёрная пешка · g2 белая пешка · b1 белый король | b7 чёрная пешка · g7 чёрная пешка · b6 белая пешка · g6 белая пешка · d5 белый конь · f5 белая пешка · a4 чёрная пешка · c4 чёрный король · e4 чёрная пешка · a3 чёрная пешка · e3 белый слон · g3 чёрная пешка · h3 белый ферзь · a2 белая пешка · b2 чёрная пешка · g2 белая пешка · b1 белый король | b7 чёрная пешка · g7 чёрная пешка · b6 белая пешка · g6 белая пешка · d5 белый конь · f5 белая пешка · a4 чёрная пешка · c4 чёрный король · e4 чёрная пешка · a3 чёрная пешка · e3 белый слон · g3 чёрная пешка · h3 белый ферзь · a2 белая пешка · b2 чёрная пешка · g2 белая пешка · b1 белый король | 4 |
| 3 | b7 чёрная пешка · g7 чёрная пешка · b6 белая пешка · g6 белая пешка · d5 белый конь · f5 белая пешка · a4 чёрная пешка · c4 чёрный король · e4 чёрная пешка · a3 чёрная пешка · e3 белый слон · g3 чёрная пешка · h3 белый ферзь · a2 белая пешка · b2 чёрная пешка · g2 белая пешка · b1 белый король | b7 чёрная пешка · g7 чёрная пешка · b6 белая пешка · g6 белая пешка · d5 белый конь · f5 белая пешка · a4 чёрная пешка · c4 чёрный король · e4 чёрная пешка · a3 чёрная пешка · e3 белый слон · g3 чёрная пешка · h3 белый ферзь · a2 белая пешка · b2 чёрная пешка · g2 белая пешка · b1 белый король | b7 чёрная пешка · g7 чёрная пешка · b6 белая пешка · g6 белая пешка · d5 белый конь · f5 белая пешка · a4 чёрная пешка · c4 чёрный король · e4 чёрная пешка · a3 чёрная пешка · e3 белый слон · g3 чёрная пешка · h3 белый ферзь · a2 белая пешка · b2 чёрная пешка · g2 белая пешка · b1 белый король | b7 чёрная пешка · g7 чёрная пешка · b6 белая пешка · g6 белая пешка · d5 белый конь · f5 белая пешка · a4 чёрная пешка · c4 чёрный король · e4 чёрная пешка · a3 чёрная пешка · e3 белый слон · g3 чёрная пешка · h3 белый ферзь · a2 белая пешка · b2 чёрная пешка · g2 белая пешка · b1 белый король | b7 чёрная пешка · g7 чёрная пешка · b6 белая пешка · g6 белая пешка · d5 белый конь · f5 белая пешка · a4 чёрная пешка · c4 чёрный король · e4 чёрная пешка · a3 чёрная пешка · e3 белый слон · g3 чёрная пешка · h3 белый ферзь · a2 белая пешка · b2 чёрная пешка · g2 белая пешка · b1 белый король | b7 чёрная пешка · g7 чёрная пешка · b6 белая пешка · g6 белая пешка · d5 белый конь · f5 белая пешка · a4 чёрная пешка · c4 чёрный король · e4 чёрная пешка · a3 чёрная пешка · e3 белый слон · g3 чёрная пешка · h3 белый ферзь · a2 белая пешка · b2 чёрная пешка · g2 белая пешка · b1 белый король | b7 чёрная пешка · g7 чёрная пешка · b6 белая пешка · g6 белая пешка · d5 белый конь · f5 белая пешка · a4 чёрная пешка · c4 чёрный король · e4 чёрная пешка · a3 чёрная пешка · e3 белый слон · g3 чёрная пешка · h3 белый ферзь · a2 белая пешка · b2 чёрная пешка · g2 белая пешка · b1 белый король | b7 чёрная пешка · g7 чёрная пешка · b6 белая пешка · g6 белая пешка · d5 белый конь · f5 белая пешка · a4 чёрная пешка · c4 чёрный король · e4 чёрная пешка · a3 чёрная пешка · e3 белый слон · g3 чёрная пешка · h3 белый ферзь · a2 белая пешка · b2 чёрная пешка · g2 белая пешка · b1 белый король | 3 |
| 2 | b7 чёрная пешка · g7 чёрная пешка · b6 белая пешка · g6 белая пешка · d5 белый конь · f5 белая пешка · a4 чёрная пешка · c4 чёрный король · e4 чёрная пешка · a3 чёрная пешка · e3 белый слон · g3 чёрная пешка · h3 белый ферзь · a2 белая пешка · b2 чёрная пешка · g2 белая пешка · b1 белый король | b7 чёрная пешка · g7 чёрная пешка · b6 белая пешка · g6 белая пешка · d5 белый конь · f5 белая пешка · a4 чёрная пешка · c4 чёрный король · e4 чёрная пешка · a3 чёрная пешка · e3 белый слон · g3 чёрная пешка · h3 белый ферзь · a2 белая пешка · b2 чёрная пешка · g2 белая пешка · b1 белый король | b7 чёрная пешка · g7 чёрная пешка · b6 белая пешка · g6 белая пешка · d5 белый конь · f5 белая пешка · a4 чёрная пешка · c4 чёрный король · e4 чёрная пешка · a3 чёрная пешка · e3 белый слон · g3 чёрная пешка · h3 белый ферзь · a2 белая пешка · b2 чёрная пешка · g2 белая пешка · b1 белый король | b7 чёрная пешка · g7 чёрная пешка · b6 белая пешка · g6 белая пешка · d5 белый конь · f5 белая пешка · a4 чёрная пешка · c4 чёрный король · e4 чёрная пешка · a3 чёрная пешка · e3 белый слон · g3 чёрная пешка · h3 белый ферзь · a2 белая пешка · b2 чёрная пешка · g2 белая пешка · b1 белый король | b7 чёрная пешка · g7 чёрная пешка · b6 белая пешка · g6 белая пешка · d5 белый конь · f5 белая пешка · a4 чёрная пешка · c4 чёрный король · e4 чёрная пешка · a3 чёрная пешка · e3 белый слон · g3 чёрная пешка · h3 белый ферзь · a2 белая пешка · b2 чёрная пешка · g2 белая пешка · b1 белый король | b7 чёрная пешка · g7 чёрная пешка · b6 белая пешка · g6 белая пешка · d5 белый конь · f5 белая пешка · a4 чёрная пешка · c4 чёрный король · e4 чёрная пешка · a3 чёрная пешка · e3 белый слон · g3 чёрная пешка · h3 белый ферзь · a2 белая пешка · b2 чёрная пешка · g2 белая пешка · b1 белый король | b7 чёрная пешка · g7 чёрная пешка · b6 белая пешка · g6 белая пешка · d5 белый конь · f5 белая пешка · a4 чёрная пешка · c4 чёрный король · e4 чёрная пешка · a3 чёрная пешка · e3 белый слон · g3 чёрная пешка · h3 белый ферзь · a2 белая пешка · b2 чёрная пешка · g2 белая пешка · b1 белый король | b7 чёрная пешка · g7 чёрная пешка · b6 белая пешка · g6 белая пешка · d5 белый конь · f5 белая пешка · a4 чёрная пешка · c4 чёрный король · e4 чёрная пешка · a3 чёрная пешка · e3 белый слон · g3 чёрная пешка · h3 белый ферзь · a2 белая пешка · b2 чёрная пешка · g2 белая пешка · b1 белый король | 2 |
| 1 | b7 чёрная пешка · g7 чёрная пешка · b6 белая пешка · g6 белая пешка · d5 белый конь · f5 белая пешка · a4 чёрная пешка · c4 чёрный король · e4 чёрная пешка · a3 чёрная пешка · e3 белый слон · g3 чёрная пешка · h3 белый ферзь · a2 белая пешка · b2 чёрная пешка · g2 белая пешка · b1 белый король | b7 чёрная пешка · g7 чёрная пешка · b6 белая пешка · g6 белая пешка · d5 белый конь · f5 белая пешка · a4 чёрная пешка · c4 чёрный король · e4 чёрная пешка · a3 чёрная пешка · e3 белый слон · g3 чёрная пешка · h3 белый ферзь · a2 белая пешка · b2 чёрная пешка · g2 белая пешка · b1 белый король | b7 чёрная пешка · g7 чёрная пешка · b6 белая пешка · g6 белая пешка · d5 белый конь · f5 белая пешка · a4 чёрная пешка · c4 чёрный король · e4 чёрная пешка · a3 чёрная пешка · e3 белый слон · g3 чёрная пешка · h3 белый ферзь · a2 белая пешка · b2 чёрная пешка · g2 белая пешка · b1 белый король | b7 чёрная пешка · g7 чёрная пешка · b6 белая пешка · g6 белая пешка · d5 белый конь · f5 белая пешка · a4 чёрная пешка · c4 чёрный король · e4 чёрная пешка · a3 чёрная пешка · e3 белый слон · g3 чёрная пешка · h3 белый ферзь · a2 белая пешка · b2 чёрная пешка · g2 белая пешка · b1 белый король | b7 чёрная пешка · g7 чёрная пешка · b6 белая пешка · g6 белая пешка · d5 белый конь · f5 белая пешка · a4 чёрная пешка · c4 чёрный король · e4 чёрная пешка · a3 чёрная пешка · e3 белый слон · g3 чёрная пешка · h3 белый ферзь · a2 белая пешка · b2 чёрная пешка · g2 белая пешка · b1 белый король | b7 чёрная пешка · g7 чёрная пешка · b6 белая пешка · g6 белая пешка · d5 белый конь · f5 белая пешка · a4 чёрная пешка · c4 чёрный король · e4 чёрная пешка · a3 чёрная пешка · e3 белый слон · g3 чёрная пешка · h3 белый ферзь · a2 белая пешка · b2 чёрная пешка · g2 белая пешка · b1 белый король | b7 чёрная пешка · g7 чёрная пешка · b6 белая пешка · g6 белая пешка · d5 белый конь · f5 белая пешка · a4 чёрная пешка · c4 чёрный король · e4 чёрная пешка · a3 чёрная пешка · e3 белый слон · g3 чёрная пешка · h3 белый ферзь · a2 белая пешка · b2 чёрная пешка · g2 белая пешка · b1 белый король | b7 чёрная пешка · g7 чёрная пешка · b6 белая пешка · g6 белая пешка · d5 белый конь · f5 белая пешка · a4 чёрная пешка · c4 чёрный король · e4 чёрная пешка · a3 чёрная пешка · e3 белый слон · g3 чёрная пешка · h3 белый ферзь · a2 белая пешка · b2 чёрная пешка · g2 белая пешка · b1 белый король | 1 |
|   | a | b | c | d | e | f | g | h |   |

1.Фh7! — цугцванг
- 1. … Крd3 2.Фh8! (после 1.Фh8? Крd3! в цугцванге белые)
  - 2. … Крe2 3.Фh1 Крd3 4.Фf1#
  - 2. … Крc4 3.Фe8 Крd3 4.Фb5#
- 1. … Кр: d5 2.Фg8+ Крc6 3.Фe8+ Крd6 4.Фe6#
- 1. … Крb5 2.Ф:g7 Крa5 3.Фc3+ Крa6 4.Кc7#